# I Will Remember You
I Will Remember You è un singolo della cantante canadese Sarah McLachlan, pubblicato nel 1995.

## Il brano
La scrittura del brano è accreditata a Sarah McLachlan, Séamus Egan e Dave Merenda. La canzone infatti è ispirata a Weep Not for the Memories, brano strumentale di Egan del 1990, con McLachlan e Merenda che hanno scritto il testo e modificato la melodia.
La canzone fa parte della colonna sonora del film I fratelli McMullen (The Brothers McMullen) ed è anche incluso nella raccolta Rarities, B-Sides and Other Stuff.
La canzone è inclusa, in una versione "live", nell'album dal vivo Mirrorball, uscito nel 1999. Questa versione ha permesso a Sarah McLachlan di vincere il suo secondo Grammy Award alla miglior interpretazione vocale femminile pop, premio ottenuto nel 2000 dopo quello ottenuto nel 1998 per Building a Mystery.

## Cover
- L'artista di musica country Kenny Rogers ha inciso il brano nell'album She Rides Wild Horses (1999).